# Chaldene
Chaldene (JXXI, S/2000 J10) är en av Jupiters månar. Den upptäcktes 2000 av ett team av astronomer vid University of Hawaii under ledning av Scott S. Sheppard. Chaldene är cirka 3,8 kilometer i diameter och kretsar kring Jupiter på ett avstånd av cirka 23 179 000 kilometer.
Den tillhör Carme gruppen som är en grupp av oregelbundna månar som kretsar kring Jupiter i retrograd banor på ett avstånd mellan 23 000 000 kilometer och 24 000 000 kilometer med en lutning på cirka 165°.
I den grekiska mytologin var Chaldene en av Zeus älskare och tillsammans fick de sonen  Solymos.